# Nomada washingtoni
Nomada washingtoni är en biart som beskrevs av Cockerell 1903. Nomada washingtoni ingår i släktet gökbin, och familjen långtungebin. Inga underarter finns listade i Catalogue of Life.